# Karl Friedrich von Vittinghoff gen. Schell
Karl Friedrich von Vittinghoff gen. Schell (* 1751; † 28. September 1819) war Subdiakon sowie Domherr in Hildesheim, Münster und Osnabrück.

## Leben

### Herkunft und Familie
Karl Friedrich von Vittinghoff gen. Schell entstammte dem westfälischen Adelsgeschlecht von Vittinghoff. Die Sprossen der Familie bekleideten hohe Ämter in Kirche, Militär und Verwaltung. So stellten die Freiherrn von Vittinghoff von 1456 bis zur Säkularisation im Jahre 1803 die Erbdrosten im Stift Essen.
Karl Friedrich war der Sohn des Hermann Arnold von Vittinghoff gen. Schell und seiner Gemahlin Maria Benigna von Galen zu Ermelinghof, Tochter des Christoph Bernhard von Galen zu Ermelinghof und Anna Maria von Falkenstein. Sein Bruder Clemens August, * 1746, war mit Maria Theresia von Merveldt verheiratet. Sein Bruder Franz Arnold war Domherr in Paderborn.

### Wirken
Als 24-Jähriger wurde Karl Friedrich Domherr in Hildesheim und erhielt 1789 in Münster die Dompräbende des verstorbenen Domherren Friedrich Karl von Fürstenberg. Im Jahre 1798 wurde der Subdiakon auch Domherr in Osnabrück.